# Absalon-gruppen
Absalon-gruppen eller bare Absalon var en antikommunistisk gruppe, der blev oprettet i starten af 1970'erne for at modvirke det, der blev opfattet som en tiltagende marxistisk dominans i medier og på uddannelsesinstitutioner. Personkredsen bag Absalon stiftede i slutningen af 1970'erne foreningen Selskabet til Værn for Dansk Folkestyre (SVDF), der også søgte at modarbejde venstreorienteret propaganda og indoktrinering. Som led i dette arbejde udgav man bl.a. en dansk version af en officiel schweizisk pjece om kampen mod en kommunistisk 5. kolonne med titlen Den anden form for krig.